# مايك بيرنز
مايك بيرنز (بالإنجليزية: Mike Burns)‏ (مواليد 14 سبتمبر 1970) هو لاعب كرة قدم. يلعب مع منتخب الولايات المتحدة الأمريكية لكرة القدم. سبق له أن لعب في كأس العالم لكرة القدم مع منتخب بلاده.

## روابط خارجية
- مايك بيرنز على موقع الدوري الأمريكي (الإنجليزية)
- مايك بيرنز على موقع قاعدة بيانات كرة القدم.إي يو (الإنجليزية)
- مايك بيرنز على موقع ناشيونال فوتبول تيمز (الإنجليزية)
- مايك بيرنز على موقع Soccerway.com (الإنجليزية)
- مايك بيرنز على موقع أوليمبيديا (الإنجليزية)